# بیلبیلا
بیلبیلا (به لاتین: Bibile) یک منطقهٔ مسکونی در سری‌لانکا است که در ناحیه موناراگالا واقع شده‌است.